# Cyrus
För andra betydelser, se Cyrus (olika betydelser).

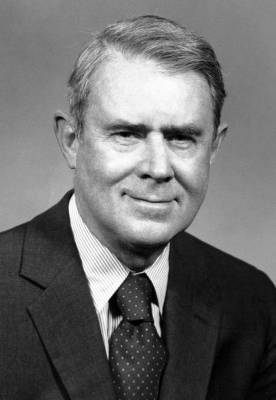
Cyrus Vance.

Cyrus eller Kyros (persiska: کوروش) är ett persiskt kunganamn som burits av flera personer. Kyros (Κυρος) är den grekiska formen av det fornpersiska Kūrūsh, som eventuellt betyder "ung" eller "sol". Namnet associeras också med det grekiska kyrios (κυριος), som betyder "herre".

## Persiska kungar
- Kyros II (590/576–530 f.Kr.), den första av de persiska storkungarna
- Kyros I (–580 f.Kr), persisk kung 640-580 f.Kr
- Kyros den yngre (–401 f.Kr.), en persisk furste

## Personer med förnamnet
- Cyrus Vance (1917–2002), en amerikansk politiker (demokrat) och USA:s utrikesminister

## Personer med efternamnet
- Billy Ray Cyrus (1961–), en amerikansk countrysångare och skådespelare
- Miley Cyrus (1992–), en amerikansk sångare och skådespelare
- Trace Cyrus (1989–), en amerikansk musiker och låtskrivare